# Georges Grosjean
Georges Grosjean was een Belgisch hockeyer.

## Levensloop
Grosjean was actief bij Daring HC. Daarnaast maakte hij deel uit van het Belgisch hockeyteam. In deze hoedanigheid nam hij onder meer deel aan de Olympische Zomerspelen van 1928.